# Samurai Shodown
Samurai Shodown (サムライスピリッツ, Samurai supirittsu, «esperits samurai») és una saga de videojocs creada per SNK per al sistema Neo-Geo: diferent als altres videojocs de lluita publicats durant la dècada del 1990 per l'ús d'armes blanques i l'ambientació d'època, el primer joc fon el Samurai Shodown (1993), al qual seguiren cinc seqüeles per a la mateixa màquina, conversions per altres plataformes de joc i altres títols i productes derivats; el darrer lliurament és el Samurai Shodown (2019), publicat per a les consoles d'octava generació.
L'argument dels jocs està ambientat al Japó feudal de finals del segle xviii, durant els anys Tenmei, raó per la qual apareixen o ixen nomenats esdeveniments o personatges històrics com el shōgun Tokugawa Ienari, no exempts de llicències artístiques i anacronismes: segons la cronologia argumental, el primer episodi de la sèrie és el quint joc (Samurai Spirits Zero en la versió nipona), situat l'any 1786 durant la rebel·lió del general Gaoh; el primer i el tercer joc transcorren en 1788, i el quart en 1789; el rebel cristià Amakusa Shirō (1621-1638) és un dels antagonistes, mentre que els samurais Hattori Hanzō (1542-1597) i Yagyū Jūbei Mitsuyoshi (1607-1650) apareixen com a protagonistes.
El quart joc, Samurai Shodown IV: Amakusa's Revenge (サムライスピリッツ: 天草降臨, Samurai supirittsu: Amakusa kōrin, «el descens d'Amakusa»), manté algunes millores de l'anterior quant a disposició i combinació dels quatre botons d'acció i afig les accions torso blow, rage gauge explosion i l'opció d'executar combos manuals a l'estil de Killer Instinct, a més de dos finals diferents en funció del temps total invertit en passar-se el joc; amb dèsset personatges —cada un amb sengles versions slash i bust— millor animats que en les edicions anteriors, el IV perd en comparança amb el III quant a la qualitat de la música, la precisió del zoom o la quantitat d'escenaris, reduïda a deu; no obstant això, Amakusa's Revenge és un dels títols tardans que, amb tres-cents setanta-huit megues, explotà les possibilitats tècniques de la Neo-Geo, amb un preu de revenda en cartutx domèstic superior als cent cinquanta euros en 2013.
L'any 2020 SNK publicà l'antologia Samurai Shodown Neo Geo Collection, un títol recopilatori per a Epic Games, Play 4, Steam i Switch que inclou els cinc lliuraments originals per a Neo-Geo, a més de dos revisions del quint joc: el Zero Special i el Zero Perfect, est últim inèdit fins llavors.